# Црква Светог великомученика кнеза Лазара у Растошници
Црква Светог великомученика кнеза Лазара у Растошници, насељеном месту на територији општине Лопаре, припада Епархији зворничко–тузланској Српске православне цркве.

## Историјат
Пре изградње данашњег храма је постојао стари од камена, којег је освештао епископ зворничко-тузлански Лонгин Томић 29. октобра 1972. године и који је потопљен приликом градње језера Снијежница на земљишту које је даровао Коста Ђокић, укупно 4000 m². Градња цркве Светог великомученика кнеза Лазара у Растошници је почела 1991. године, а темеље је 11. новембра освештао епископ зворничко-тузлански Василије Качавенда. Због ратних дешавања у Босни и Херцеговини 1992—1995. је градња прекинута, а освештана је 3. августа 2014. од стране епископа зворничко-тузланског Хризостома Јевића.